# Вюрст, Рихард
Рихард Вюрст (нем. Richard Wüerst; 22 февраля 1824, Берлин — 9 октября 1881, Хемниц) — немецкий композитор, музыкальный критик и педагог.

## Биография
Рихард Вюрст родился 22 февраля 1824 года в городе Берлине. Учился в Лейпцигской консерватории у Феликса Мендельсона.
Сочинил несколько опер, в том числе «Красный плащ» (нем. Der Rothmantel; 1848), «Винета» (нем. Vineta, oder, Am Meeresstrand; 1863), «Туранская звезда» (нем. Der Stern von Turan; 1864), «Фоблас» (нем. Faublas; 1873), «А-ин-фо-хи» (нем. A-ing-fo-hi; 1878, по пьесе Х. П. Хольста). Написал также симфонию фа мажор, посвящённую Фридриху Вильгельму IV (1850), разнообразные камерные сочинения (часть из них совместно с Теодором Куллаком).
Преподавал композицию в Новой академии музыки Теодора Куллака. Среди учеников Вюрста — Агата Баккер-Грёндаль, Генрих Гофман, Мориц Мошковский, Жан Луи Никоде, Альфред Пиз, Ксавер Шарвенка, Ханс Бишофф и др.
В 1850—1870-е годах Вюрст, как утверждается, составлял вместе с Густавом Энгелем и Отто Гумпрехтом «большую тройку» берлинских музыкальных критиков. В 1874—1875 годах — главный редактор Новой Берлинской музыкальной газеты.
Рихард Вюрст умер 9 октября 1881 года в Хемнице.